# ويليام هنري جيويل
ويليام هنري جيويل (بالإنجليزية: William Henry Jewell)‏ هو سياسي أمريكي، ولد في 26 فبراير 1840 في الولايات المتحدة، وتوفي في 24 سبتمبر 1924.